# École (rivière)
Pour les articles homonymes, voir École (homonymie).
L'École est une rivière de la région Île-de-France et un affluent de la Seine.

## Géographie
Elle prend sa source non loin du Vaudoué. Elle se jette dans la Seine à Saint-Fargeau-Ponthierry après un parcours de 26,73 km.

## Communes traversées
En Seine-et-Marne
Le Vaudoué ~ Noisy-sur-École
Dans l'Essonne
Oncy-sur-École ~ Milly-la-Forêt ~ Moigny-sur-École ~ Courances ~ Dannemois ~ Soisy-sur-École
En Seine-et-Marne
Saint-Germain-sur-École ~ Perthes ~ Saint-Sauveur-sur-École ~ Pringy ~ Saint-Fargeau-Ponthierry ~ Seine-Port

## Affluents
L'École a deux ruisseaux affluents contributeurs :
- le ru de Rebais, d'une longueur de 9,3 km, qui prend sa source dans les marais d'Arbonne-la-Forêt et rejoint l'École au lieu-dit du Petit-Moulin à Perthes ;
- le ruisseau de Moulignon, d'une longueur de 8,7 km.

## Sites touristiques
- Milly-la-Forêt
- Lors de son passage à Moigny-sur-École, celle-ci contribue à la culture du cresson.
- Château de Courances
- Ensuite, elle traverse la commune de Dannemois où se situe le moulin de Dannemois, plus connu sous le nom de « moulin de Claude François ».
- Site de verrerie d'art de Soisy-sur-École

## Galerie de photographies

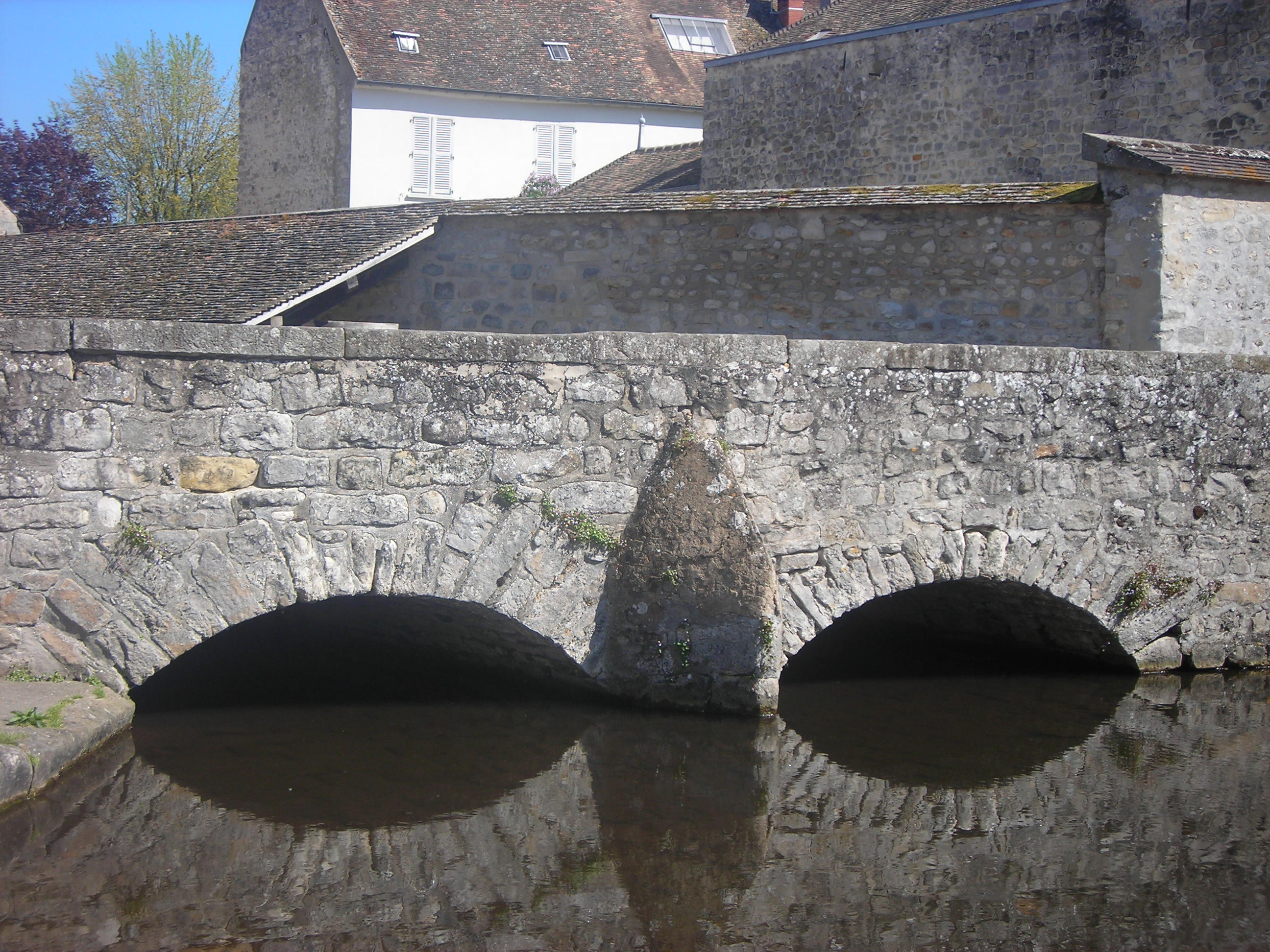
Pont sur l'École à Milly-la-Forêt.
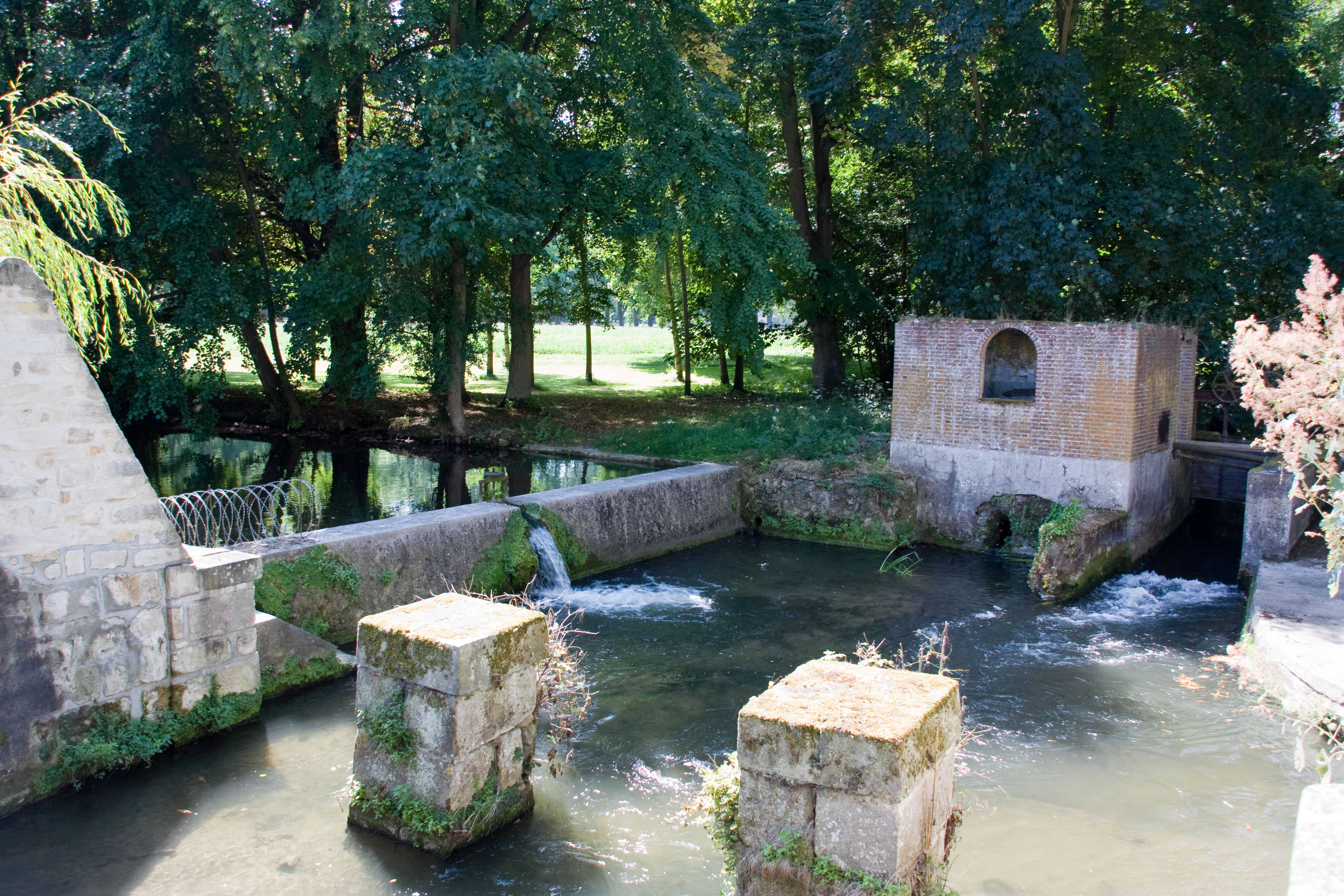
L'École à proximité du château de Courances.
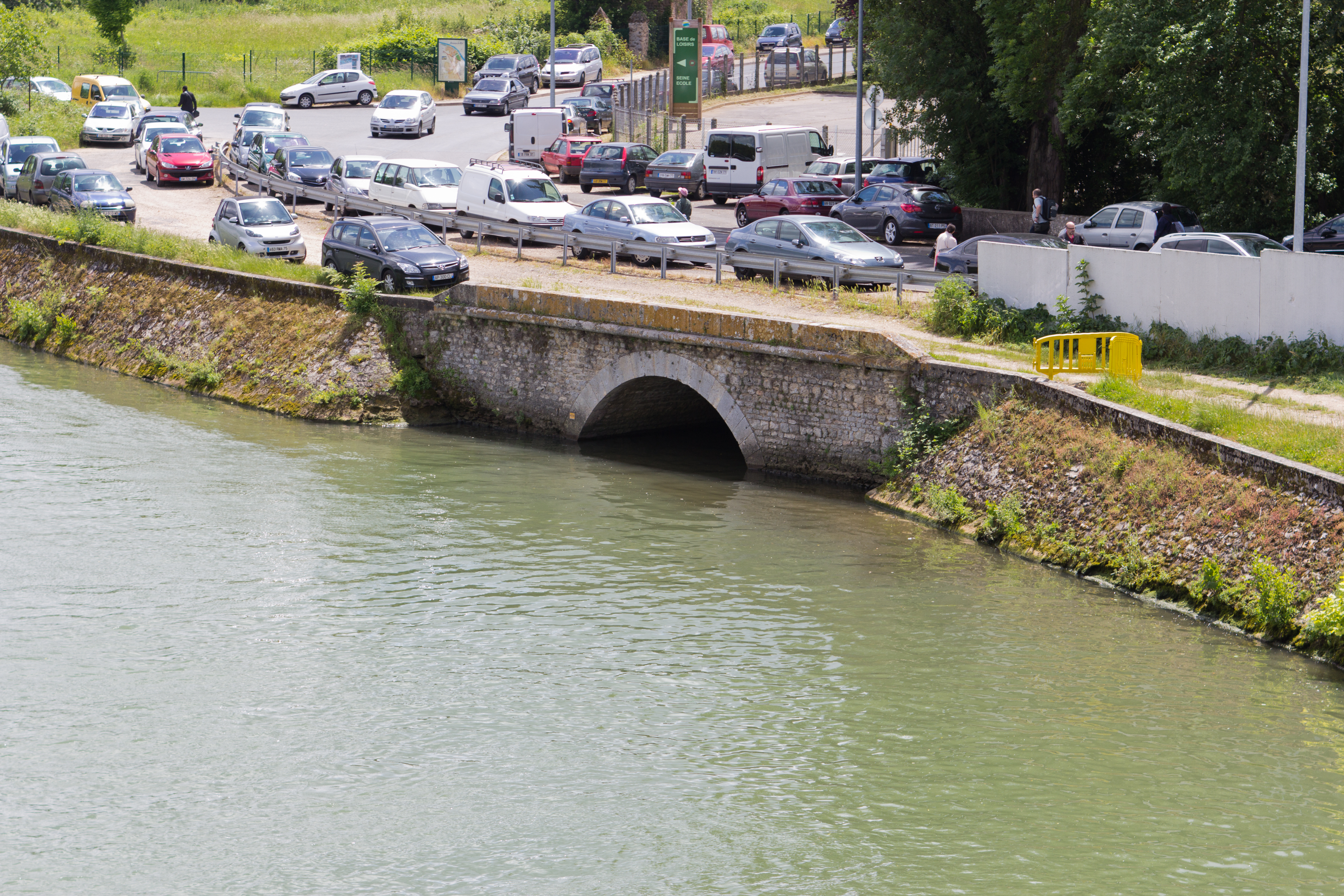
Le point de confluence de la rivière École dans la Seine, vu au sud de Saint-Fargeau-Ponthierry.